# Lotfi Turki
Lotfi Turki, né le 6 mars 1975 à Kairouan, est un athlète tunisien, spécialiste du 3 000 mètres steeple.

## Biographie
Il remporte la médaille d'or du 3 000 m steeple lors des championnats d'Afrique 2000, à Alger, dans le temps de 8 min 33 s 29, en devançant l'Algérien Laïd Bessou et le Kényan David Chepkisa. Il participe cette même année aux Jeux olympiques de Sydney mais ne parvient pas à franchir le cap des séries.

### Palmarès
| Date | Compétition            | Lieu  | Résultat | Temps         |
| ---- | ---------------------- | ----- | -------- | ------------- |
| 2000 | Championnats d'Afrique | Alger | 1er      | 8 min 33 s 29 |

### Records
| Épreuve         | Performance   | Lieu           | Date        |
| --------------- | ------------- | -------------- | ----------- |
| 3 000 m steeple | 8 min 18 s 79 | Heusden-Zolder | 2 août 2003 |